# Seitenläuferdynamo

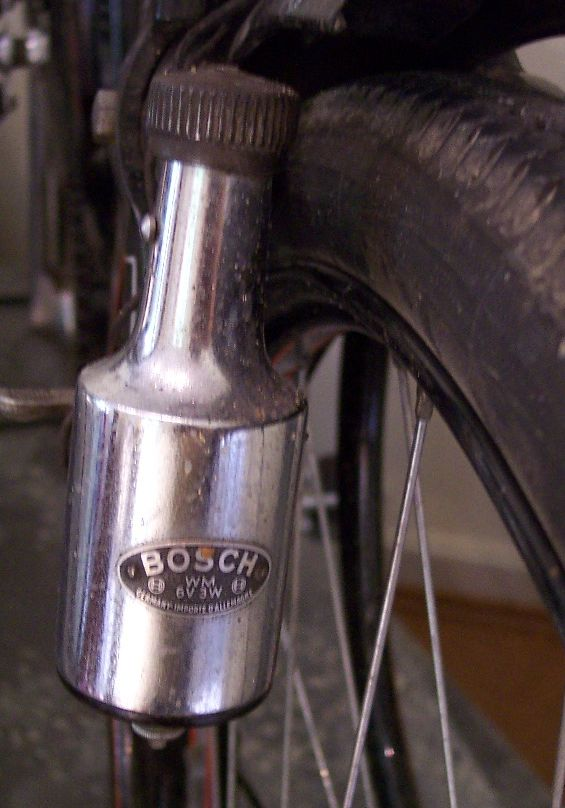
Seitenläuferdynamo von Bosch, um 1950

Ein Seitenläuferdynamo ist ein Fahrraddynamo, der an der Vorderradgabel (Gabelscheide) oder am Rahmen derart befestigt ist, dass dessen Reibrad von der Seitenwand (Flanken) des Reifens oder der Felge angetrieben werden kann.

## Geschichte
Einfache Seitenläuferdynamos werden insbesondere bei preisgünstigen Fahrrädern eingebaut. Bis in die 1990er Jahre, als andere Dynamotypen (wie Nabendynamo, Speichendynamo) vermehrt in den Handel kamen, waren sie die üblichen Stromgeneratoren für das Fahrrad.
Eine Sonderbauform stellt der Felgendynamo dar.

## Ein- und Ausschalten
Im Betrieb wird der Dynamo durch eine Feder gegen den Reifen geschwenkt. Zum Ausschalten lässt er sich in ausgeschwenkter Stellung arretieren.

## Antrieb und Einstellung

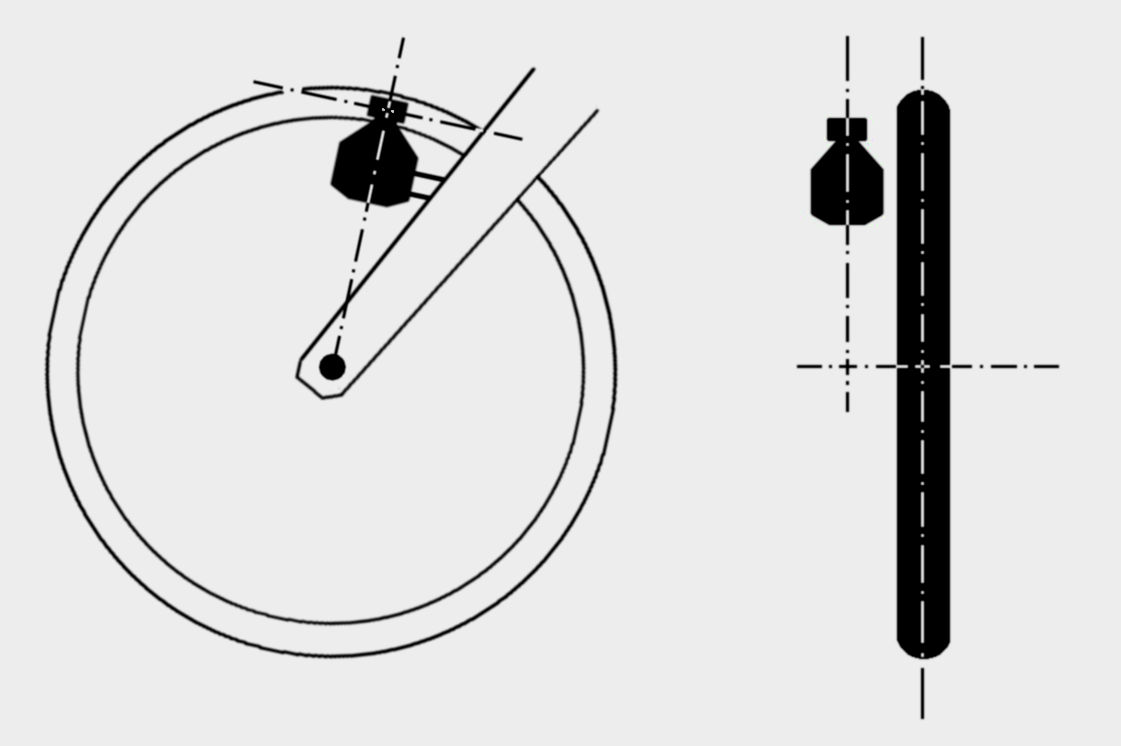
Anbau-Geometrie eines Seitenläufers

Wie alle Reibradübertragungen ist auch diese schlupfbehaftet. Dadurch unterliegen die Reibrolle und insbesondere die Reifenflanke einem starken Verschleiß. Zudem kann es bei Nässe oder Schneematsch zum Durchrutschen und dadurch zu Aussetzern bis hin zum Ausfall der Spannungserzeugung kommen. Als Abhilfe gibt es Gummikappen, die über das Reibrad gestülpt werden können. Der größere Umfang und das gröbere Profil verringern den Schlupf.
Für die optimale Laufeigenschaft eines Seitenläuferdynamos ist zu beachten, dass
- im Betrieb seine Längsachse die Radachse schneidet,
- in der ausgeschwenkten Stellung seine Längsachse üblicherweise im rechten Winkel zur Radachse steht. In dieser Position ist ein Spalt zwischen Reibrad und Reifenmantel von üblicherweise 6 bis 10 mm (sonst entsprechend den Herstellerangaben) einzuhalten.
- der verwendete Reifen bzw. Mantel an der Flanke eine für das jeweilige Dynamoreibrädchen geeignete Lauffläche aufweist. Ältere Reifen hatten diese geriffelte Fläche meist von Haus aus, bei neueren Fabrikaten ist durch Schulterstollen-Profile oder glatte, dünne Seitenwände der Einsatz eines Seitenläufers nur eingeschränkt oder gar nicht möglich.

## Bauarten
Traditionell werden Seitenläuferdynamos am Fahrrad so angebracht, dass das freie Ende ihrer Befestigungslasche nach hinten zeigt (entgegen der Fahrtrichtung), d. h. sich die Reibrolle vor dem Befestigungspunkt befindet. Dies ist sinnvoll, da sich solch ein Dynamo, wenn er durch fehlerhafte Aufhängung in die Speichen gerät, mit geringerer Wahrscheinlichkeit zwischen Gabel und Speichen verklemmt; somit wird das Risiko eines Sturzes verringert.
Rechtsläuferdynamos werden rechts des Reifens montiert und schwenken zum Betrieb nach links gegen den Reifen. Entsprechend werden Linksläuferdynamos links vom Reifen angebracht und schwenken nach rechts gegen den Reifen.

## Komfort
Gerade bei einfachen Dynamos ist die zum Fahren zusätzlich aufzuwendende Kraft bei eingeschaltetem Dynamo störend hoch. Bei hochwertigen Modellen ist dieser Effekt weniger stark ausgeprägt: Der Austausch eines einfachen Dynamos durch ein höherwertiges Produkt kann einen erheblichen Komfortgewinn bedeuten.

## Wartung
Bei hochwertigeren Modellen kann die Reibrolle ausgewechselt werden. Der Seitenläuferdynamo kann mit einfachem Fahrradwerkzeug ausgetauscht werden, die Verwendung von korrosionsarmen Schrauben (feuerverzinkt, korrosionsarme Stähle wie V2A) der üblichen Größe M6 ist zweckmäßig. Bei einadrigen Bordverkabelungen ist darauf zu achten, dass das Gehäuse über die Montagelasche leitfähig mit dem Rahmen als Masserückleiter verbunden sein muss.

## Energieumwandlung

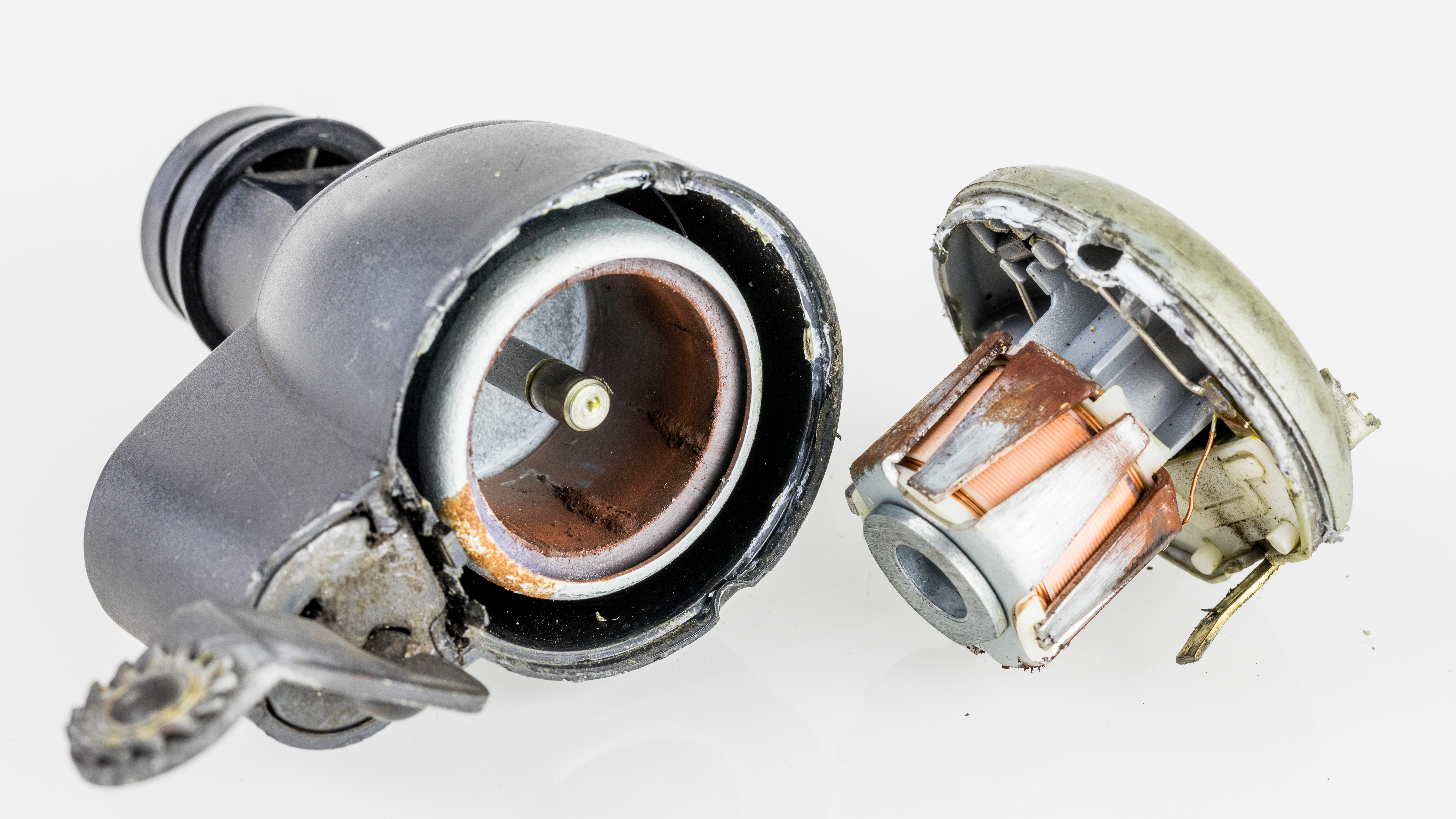
Demontierter Seitenläuferdynamo. Links: Gehäuse mit innenliegenden, durch das Reibrad rotierenden Permanentmagnet. Rechts: Induktionsspule

Seitenläufer-Dynamos erzeugen mittels eines rotierenden Permanentmagneten und einer feststehenden Induktionsspule eine Wechselspannung. Dies geschieht durch die Umwandlung eines Teils der kinetischen Energie des Rades in elektrische Energie.  Durch die gewählte Bauform entfallen die bei rotierender Spule sonst erforderlichen Schleifringe, was die Betriebssicherheit  begünstigt.
Eine Sonderform stellen die mittig eingebauten Gabel- oder Rollendynamos dar, die auf der Lauffläche reiben. Auch bei dieser Bauform rotiert der Permanentmagnet.